# Nadia Davids
Nadia Davids (sinh năm 1977, tại Cape Town) là một nhà văn Nam Phi từng đoạt giải thưởng. Tác phẩm của cô đã được xuất bản, sản xuất và biểu diễn ở Nam Phi, Châu Âu và Hoa Kỳ.

## Tiểu sử
Nadia Davids lớn lên ở Cape Town, Nam Phi.
Vào tháng 6 năm 2008, cô đã nhận được bằng Tiến sĩ về Kịch nghệ của Đại học Cape Town (UCT) cho luận án của mình với tựa đề "Ký ức được kế thừa; Thực hiện Lưu trữ", trong đó khám phá lịch sử, ký ức và chấn thương của việc loại bỏ cưỡng bức khỏi Quận Sáu trong Khu vực nhóm Hành động trong thời kỳ Apartheid ở Nam Phi, qua lăng kính biểu diễn.
Nadia Davids đã có học bổng Mellon từ năm 2000 đến năm 2005 và là Học giả thỉnh giảng tại UC Berkeley (2001) và Đại học New York (2004.05).
Nadia Davids là một trong mười nhà viết kịch tham gia Phòng thí nghiệm dành cho nữ của Nhà hát Dự án Nhà hát tại New York trong năm 200810.
Cô đã đảm nhận một vị trí giảng dạy toàn thời gian trong Khoa Kịch tại Đại học Queen Mary Luân Đôn vào tháng 9 năm 2009.
Năm 2017 Nadia Davids được bầu làm chủ tịch của PEN Nam Phi, tiếp quản nhiệm kỳ từ Margie Orford.

## Tác phẩm
Nghiên cứu của Nadia Davids nằm ở một mối quan hệ giữa Nghiên cứu hậu thuộc địa, Nghiên cứu hiệu suất và Hiệu suất trực tiếp. Công việc của cô góp phần tái hiện một cách hiệu quả các tài liệu lưu trữ của Nam Phi và các câu hỏi về các chấn thương, trí nhớ văn hóa, tính vật chất (im) của kho lưu trữ, về chủng tộc, địa điểm và giới tính. Thông qua các chủ đề về địa điểm, nhà cửa, lưu vong, kháng chiến và phục hồi, cô kiểm tra sự mất mát vật chất, tham gia vào các chiến thuật biểu diễn tái xây dựng địa điểm thông qua ký ức và đề xuất một dòng chảy ý thức hệ giữa lịch sử truyền miệng, chứng kiến và nhà hát. Nadia Davids tham khảo các bối cảnh khác nhau trong đó những kinh nghiệm này đã được hình thành - Quận Sáu, chế độ nô lệ, chủ nghĩa thực dân, phân biệt chủng tộc, nhập cư, hồ sơ chủng tộc / dân tộc sau ngày 9/11, hình thành bản sắc xen kẽ - thông qua các hoạt động sáng tạo khác nhau: nhà hát, truyện ngắn, phim tài liệu và màn hình. Trong đó, Nadia Davids phá vỡ ranh giới giả định giữa công việc lý thuyết và thực tế, thay vào đó nhấn mạnh vào mối quan hệ trao đổi trí tuệ và trao đổi sáng tạo. Tác phẩm của cô được phổ biến thông qua nhiều hình thức (bài báo, buổi biểu diễn trực tiếp, văn bản chơi, phim tài liệu, tiểu thuyết) cho nhiều đối tượng (thương mại, học thuật / giáo dục).